# 有明淑
有明 淑（ありあけ しず、本名：淑子、 1919年 - 1981年）は、20世紀の日本の女性で、太宰治の短篇小説「女生徒」の題材となった日記の筆者。
微生物学者有明文吉の次女として東京に生まれる。成女高等女学校（現在の成女高等学校）を卒業する直前に、敬愛する父が死去。
1936年に同校を卒業し、イトウ洋裁学校に通学。このころから太宰文学に親しむとともに、自らも文章を書き始めた。1938年4月30日から8月8日まで伊東屋の大学ノートに日記を綴る（8月8日まで書いたところで紙幅が尽きた）。
1938年9月、この日記を太宰に郵送。太宰の妻・津島美知子によると、原稿を依頼されていた太宰はこの日記が届いたことを「天佑」と感じたという。翌1939年、太宰がこの日記を一日の出来事に圧縮する形で短篇「女生徒」を書き上げ、『文学界』4月号に発表。淑は太宰からこの掲載誌と単行本『女生徒』を贈呈されて感激した。さらに、1939年発表の太宰の小説「俗天使」に、主人公の作家が「書いてみた」として記す手紙文の中には、淑が太宰に『女生徒』の礼状として送った手紙が流用された。太宰は、知人の編集者と淑の「見合い」もセッティングしたという
1942年、軍医の有坂恭二と結婚。のち二児を儲けたが、長男に先立たれた。
1958年、夫と死別したことを機に洗礼を受け、クリスチャンとなった。
彼女の日記は、所有者から1996年に青森県近代文学館に寄贈され、2000年2月に『資料第一輯（有明淑の日記）』の題名で公刊された。